# 安茹谷地克莱
安茹谷地克莱（法語：Clefs-Val d'Anjou，法語發音：[kle val dɑ̃ʒu] ⓘ）是法国曼恩-卢瓦尔省的一个旧市镇，属于索米尔区。安茹谷地克莱成立于2013年1月1日，由克莱和沃朗德里两个市镇合并而成，其中克莱为政府驻地。2016年，安茹谷地克莱和相邻的其它8个市镇并入市镇安茹地区博热。

## 地理
安茹谷地克莱（47°37'27"N, 0°4'16"W）面积53.57 平方千米，位于法国卢瓦尔河地区大区曼恩-卢瓦尔省，该省份为法国西部内陆省份，大致对应安茹地区，北起顺时针与马耶讷省、萨尔特省、安德尔-卢瓦尔省、维埃纳省、德塞夫勒省、旺代省、大西洋卢瓦尔省和伊勒-维莱讷省接壤。
与安茹谷地克莱接壤的市镇（或旧市镇、城区）包括：萨维涅苏勒吕德、托雷莱潘、富日雷、热讷泰伊、拉斯、圣康坦莱博尔派尔、拉弗莱什、安茹地区博热。
安茹谷地克莱的时区为UTC+01:00、UTC+02:00（夏令时）。

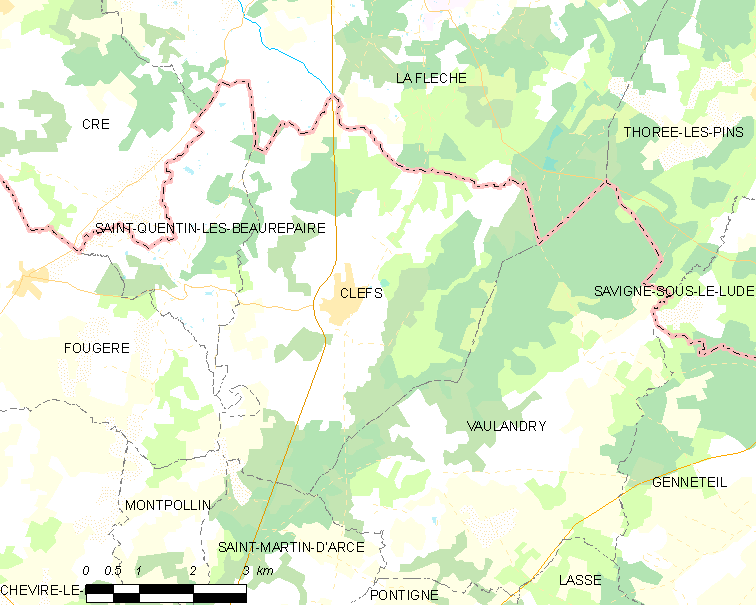
安茹谷地克莱的OSM定位图

## 行政
安茹谷地克莱的邮政编码为49150，INSEE市镇编码为49101。

## 政治
安茹谷地克莱所属的省级选区为安茹地区博福尔县。

## 人口
安茹谷地克莱于2013年1月1日时的人口数量为1320人。